# Jesse Klaver
Jesse Feras Klaver (Roosendaal, 1 mei 1986) is een Nederlands politicus van GroenLinks. Sinds 2010 is hij Tweede Kamerlid. Van 12 mei 2015 tot 27 oktober 2023 was hij in de Tweede Kamer fractievoorzitter van zijn partij, daarna was hij dat tot 6 december 2023 van de samengevoegde fractie GroenLinks-PvdA. Eerder was hij voorzitter van DWARS en CNV Jongeren.

## Jeugd, opleiding en bestuurswerk
Zijn vader is Marokkaans en zijn moeder was Nederlandse van Indische afkomst. Zijn grootvader van moederskant speelde een grote rol in zijn opvoeding. Tussen 1999 en 2004 volgde hij het vmbo aan de Vrije School Michael College te Prinsenbeek.
Hij was tussen 2006 en 2009 lid van het bestuur van DWARS, de jongerenorganisatie van GroenLinks. Hij was eerst duo-voorzitter van de organisatie, later secretaris en vervolgens voorzitter. Als voorzitter steunde hij de "vrijheidslievende koers van partijleider Halsema" tegenover meer communautair georiënteerde groepen als Kritisch GroenLinks. Klaver zette zich daarnaast in voor de professionalisering van DWARS. Naast zijn bestuurswerk studeerde hij in 2008 af aan de opleiding Social Work aan Avans Hogeschool en volgde hij een schakelprogramma om toegelaten te worden tot de master politicologie aan de Universiteit van Amsterdam. Met het schakelprogramma is hij voortijdig gestopt.
Klaver werd op 17 september 2009 benoemd tot voorzitter van CNV jongeren. Hij volgde daarmee Klaas Pieter Derks op. Klaver wilde als voorzitter minder het accent leggen op het christelijke karakter van het CNV. Klaver sprak zich uit als voorstander van de verhoging van de AOW-leeftijd naar 67. Op 1 december 2009 werd hij lid van de Sociaal-Economische Raad. Met zijn drieëntwintig jaar was hij het jongste SER-lid tot dan toe. In 2016 werd hij opgevolgd als jongste SER-raadslid ooit door Kristina van der Molen van FNV Jong. Naast zijn voorzitterschap van CNV Jongeren was hij onder andere lid van de programmacommissie van GroenLinks, van het bestuur van het Christelijk Sociaal Jongerencongres en oprichter van de klimaatorganisatie Jongeren Kopenhagen Coalitie.

## Tweede Kamer

### Tweede Kamerlid
In 2010 kondigde Klaver zijn kandidatuur aan als Tweede Kamerlid voor GroenLinks. De kandidatencommissie adviseerde hem een plaats bij de eerste vijf op de kieslijst voor de Tweede Kamerverkiezingen te geven. Het partijcongres zette hem uiteindelijk op plaats zeven van de kandidatenlijst. De partij behaalde tien zetels, waardoor hij werd verkozen. Klaver werd in de Tweede Kamer woordvoerder voor sociale zaken en werkgelegenheid, onderwijs en sport. Hij hield zijn maidenspeech over het hoger onderwijs.
In 2010 werd Klaver genomineerd voor de prijs politiek talent van het jaar. Voor de Tweede Kamerverkiezingen 2012 was Klaver de campagneleider van GroenLinks en stond hij als nummer vier op de kieslijst. Hij behaalde 3.351 voorkeurstemmen. GroenLinks haalde vier zetels, waarvan er één een restzetel was, daarop werd Klaver verkozen. In januari 2013 hield Klaver een TEDx-talk voor het tv-opinieprogramma Pauw & Witteman. Deze werd uitgekozen tot de beste van een serie van vijf jonge politici.
Hij was woordvoerder financiën, landbouw, natuur, dierenwelzijn, onderwijs, cultuur en wetenschap. Klaver was lid van de commissies voor Buitenlandse Zaken, Defensie, Europese Zaken, Economische Zaken, Financiën, Onderwijs, Cultuur en Wetenschap, Rijksuitgaven, Sociale Zaken en Werkgelegenheid, Volksgezondheid, Welzijn en Sport en de Werkwijze.
In 2013 bracht hij samen met Lutz Jacobi (PvdA) en Stientje van Veldhoven (D66) de initiatiefnota Mooi Nederland uit die tot doel had de bescherming van natuur, landschap, flora en fauna te verbeteren. Hij diende ook een initiatiefwetsvoorstel in om door transparantie voedselverspilling te verminderen. Klaver haalde in 2013 het internationale nieuws met zijn verzet tegen belastingontduiking. In 2014 bracht hij het aanvalsplan "Kansen voor kinderen voor het vmbo" uit.
De Franse econoom Thomas Piketty werd op initiatief van Klaver in oktober 2014 door de Tweede Kamer uitgenodigd voor een hoorzitting. De aanpak van belastingontwijking is een prioriteit van Klaver, waarover hij ook contacten onderhoudt met oud-GroenLinks-spindoctor Tom van der Lee.
Een jaar later baarde Klaver opzien met zijn uitspraken tegen Rik van Slingelandt, president-commissaris van ABN AMRO, in een rondetafelgesprek in de Tweede Kamer over beloningen van topbestuurders in de financiële sector dat hij "niet wilde weten in wat voor universum" de bankier leefde. Dit zei hij omdat Van Slingelandt een recent toegekende bonus aan de top van ABN AMRO verdedigde. Journalist Fons de Poel noemde Klaver daarop in het tv-programma Brandpunt een 'snotneus', en mocht vervolgens van zijn omroep het programma niet langer presenteren.

### Fractievoorzitter en lijsttrekker
Op 12 mei 2015 liet Bram van Ojik weten dat Klaver hem opvolgde als fractievoorzitter. Klaver bracht het boek De mythe van het economisme uit waarin hij zijn politieke idealisme uiteenzet en vertelt hoe hij de steeds sterkere tendens tegen wil gaan om iedere maatschappelijke kwestie te reduceren tot een rekensom. In De Bestseller 60 steeg het boek in de tweede week naar plek 5.
Als lijsttrekker tijdens de campagne voor de Tweede Kamerverkiezingen van 2017 bezorgde Klaver zijn partij een goed resultaat. Hij deed in eerste instantie mee met de formatie-onderhandelingen, maar deze formatiepoging liep stuk omdat de partijen het niet eens konden worden over de thema's klimaat en integratie.
In augustus 2017 was er ophef over de documentaire Jesse van producent Janneke Doolaard op basis van filmbeelden van Joey Boink. Hij was bedoeld om een inkijk te geven in de opkomst van Klaver bij de Tweede Kamerverkiezingen 2017. Op de documentaire, gemaakt in opdracht van BNNVARA, kwam kritiek, vooral uit rechtse hoek. Er waren twijfels over de onafhankelijkheid van Boink, die indertijd in dienst was van GroenLinks. De directeur van de omroep, Gerard Timmer, besloot vervolgens de documentaire niet uit te zenden. Hij beleefde zijn première in theater Carré en vijftien bioscopen.
Samen met Tom van der Lee vormde Klaver een duo dat tussen november 2017 en juni 2018 onderhandelde met minister Eric Wiebes en vervolgens met zes andere Kamerfracties over de Klimaatwet. De wet werd op woensdag 27 juni 2018 gepresenteerd. De Klimaatwet werd op 20 december 2018 met 80% van de stemmen aangenomen in de Tweede Kamer, en werd in mei 2019 aangenomen in de Eerste Kamer. De wet kent als resultaatverplichting onder meer het doel om in 2050 de CO2-uitstoot met 95% beperkt te hebben ten opzichte van 1990. Enkele weken na het verschijnen van het Klimaatakkoord presenteerden Klaver en Van der Lee op 21 januari 2019 de Initiatiefwet CO2-Belasting.
In mei 2019 kreeg Klaver te maken met een hoog oplopend conflict in zijn eigen fractie. Het Kamerlid Zihni Özdil keerde zich openlijk tegen het leenstelsel in de studiefinanciering, waarvan Klaver een van de architecten was. Klaver bracht, ook als gevolg van andere incidenten, naar buiten dat sprake was van een vertrouwensbreuk. Özdil kreeg te verstaan dat hij zijn Kamerlidmaatschap diende neer te leggen. Deze gaf daar gevolg aan en gaf zijn zetel terug aan GroenLinks. Vervolgens bracht Klaver negatieve berichten over Özdil naar buiten, die deze als 'karaktermoord' bestempelde. Geschrokken van de vele reacties betuigde Klaver spijt dat hij met modder had gegooid. Een "lelijke situatie", noemde hij het, waaraan "ik zelf heb bijgedragen".
Op 8 december 2019 stelde Klaver zich kandidaat voor het lijsttrekkerschap voor GroenLinks bij de Tweede Kamerverkiezingen van 2021. Hij werd opnieuw verkozen tot lijsttrekker, maar zijn partij verloor zes van de veertien zetels.
Klaver zet zich in voor meer linkse samenwerking, die zich vooral richt tot de Partij van de Arbeid (PvdA). Deze samenwerking heeft geleid tot een gezamenlijke Eerste Kamerfractie en gezamenlijke deelname aan de Tweede Kamerverkiezingen van 22 november 2023. Deze samenwerking heet officieel GroenLinks-PvdA, maar wordt door Klaver ook vaak Verenigd Links genoemd. Sinds half juli 2023 is Klaver, naast van GroenLinks, ook lid van de PvdA, om zijn vastberadenheid voor samenwerking tussen de twee partijen kracht bij te zetten. Bij de fusie van de Tweede Kamerfracties van GroenLinks en PvdA aan het begin van het verkiezingsreces op 27 oktober 2023 werd Klaver voorzitter van de nieuwe fractie. Bij de eerste zitting van de nieuwe Tweede Kamer op 6 december 2023 droeg hij het fractievoorzitterschap over aan gezamenlijk lijsttrekker Frans Timmermans.

## Persoonlijk
Klaver is sinds 3 mei 2013 getrouwd en heeft met zijn echtgenote vier zonen.

## Verkiezingsuitslagen
| Verkiezingen                  | Partij                            | Plek op de lijst | Aantal stemmen | Resultaat                        |
| ----------------------------- | --------------------------------- | ---------------- | -------------- | -------------------------------- |
| Tweede Kamerverkiezingen 2010 | GroenLinks (kandidatenlijst)      | 7                | 2.466          | Verkozen                         |
| Tweede Kamerverkiezingen 2012 | GroenLinks (kandidatenlijst)      | 4                | 3.351          | Verkozen                         |
| Tweede Kamerverkiezingen 2017 | GroenLinks (kandidatenlijst)      | 1                | 651.483        | Verkozen, boven voorkeursdrempel |
| Tweede Kamerverkiezingen 2021 | GroenLinks (kandidatenlijst)      | 1                | 227.982        | Verkozen, boven voorkeursdrempel |
| Tweede Kamerverkiezingen 2023 | GroenLinks-PvdA (kandidatenlijst) | 3                | 149.437        | Verkozen, boven voorkeursdrempel |

### Bestseller 60
| Boeken met noteringen in de Nederlandse Bestseller 60 | Jaar van verschijnen | Datum van binnenkomst | Hoogste positie | Aantal weken | Opmerkingen |
| ----------------------------------------------------- | -------------------- | --------------------- | --------------- | ------------ | ----------- |
| De mythe van het economisme                           | 2015                 | 16-09-2015            | 5               | 4            |             |